# Аттендорф
Аттендорф (нем. Attendorf) — коммуна в Австрии, в федеральной земле Штирия.
Входит в состав округа Грац.  Население составляет 1727 человек (на 31 декабря 2005 года). Занимает площадь 15,66 км².

## Политическая ситуация
Бургомистр коммуны — Алойс Гшир (АНП) по результатам выборов 2005 года.
Совет представителей коммуны (нем. Gemeinderat) состоит из 15 мест.
- АНП занимает 7 мест.
- Партия NL Attendorf 2000 занимает 4 места.
- СДПА занимает 3 места.
- Зелёные занимают 1 место.